# 兼崎地橙孫
兼崎 地橙孫（かねざき ぢとうそん、1890年（明治23年）3月27日 - 1957年（昭和32年）9月3日）は、山口県出身の日本の俳人、書家、弁護士。本名は理蔵。

## 経歴
1890年（明治23年）に山口県山口市に生まれる。豊浦中学校（現：山口県立豊浦高等学校）時代に俳句を始め、河東碧梧桐が撰者をしていた新聞『日本』へ投句。私立興風中学（現：山口県立小野田高等学校）に転校し卒業、この頃遊行中の碧梧桐本人と出会い傾倒する。第五高等学校（現：熊本大学）へ進学する頃には荻原井泉水の『層雲』に投句を始め、若き新傾向俳人として注目される。碧梧桐が1915年（大正4年）に『海紅』を創刊すると海紅にも投句を始める。この頃ら層雲の句友、種田山頭火が度々地橙孫の元を訪れるようになり、山頭火の放浪や生活の面倒などを生涯に渡り手助けすることとなる。第五高等学校卒業後は京都帝国大学法科（現：京都大学法学部）に進学、卒業後は弁護士となった。しばらくして下関市に住み、弁護士業の傍ら創作活動を開始、文芸誌『海峡』、随筆集『觸目皆花』を相次いで刊行、黒田忠次郎が立ち上げた『生活派』の同人にもなる。しかし下関空襲により被災、徳山市（現：周南市）に疎開する。戦後は定形俳句に戻るも病に倒れ、自身の句集『通草』を発表、句誌『清明』を創刊するも、わずか2号で廃刊。1957年（昭和32年）、67歳で没。書家としても名高く、中村不折直伝の六朝体の書による山頭火の句碑を始め、山口県内に数多く残している。

## 句集・著作
- 『触目皆花』（人生創造社・1930年）
- 『通草・第一句集』（1947年）
- 『通草・第二句集』（1948年)
- 『地橙孫句抄』（地橙孫句抄刊行会・1958年）※没後刊行
- 『清明の道・我等の俳句研究』（地橙孫著作刊行会・1975年）※没後刊行